# Brunsvigia comptonii
Brunsvigia comptonii är en amaryllisväxtart som beskrevs av Winsome Fanny 'Buddy' Barker. Brunsvigia comptonii ingår i släktet Brunsvigia och familjen amaryllisväxter. Inga underarter finns listade i Catalogue of Life.